# Окосинго (муниципалитет)
Окосинго (исп. Ocosingo) — муниципалитет в Мексике, штат Чьяпас, с административным центром в одноимённом городе. Численность населения, по данным переписи 2020 года, составила 234 661 человек.

## Общие сведения
Название Ocosingo с языка науатль можно перевести как: место чёрного повелителя.
Площадь муниципалитета равна 9580,2 км², что составляет 13,1 % от площади штата, а наиболее высоко расположенное поселение Аспульха, находится на высоте 1845 метров.
Он граничит с другими муниципалитетами Чьяпаса: на севере с Паленке, на юго-востоке с Бенемерито-де-лас-Америкасом и Маркес-де-Комильясом, на юге с Маравилья-Тенехапой и Лас-Маргаритасом, на юго-западе с Альтамирано, на западе с Осчуком и Сан-Хуан-Канкуком, и на северо-западе с Чилоном. Также на востоке проходит государственная граница с республикой Гватемала.

## Учреждение и состав
Муниципалитет был образован в 1915 году, по данным 2020 года в его состав входит 1285 населённых пунктов, самые крупные из которых:
| Код INEGI                  | Населённый пункт                                                                  | Численность населения (2005 год) | Численность населения (2010 год) | Численность населения (2020 год) |
| -------------------------- | --------------------------------------------------------------------------------- | -------------------------------- | -------------------------------- | -------------------------------- |
| 059                        | Всего                                                                             | 170280                           | 198877                           | 234661                           |
| 0001                       | Окосинго (исп. Ocosingo) 16°54′29″ с. ш. 92°05′45″ з. д. (административный центр) | 35065                            | 41878                            | 47688                            |
| 0418                       | Нуэва-Палестина (исп. Nueva Palestina) 16°49′03″ с. ш. 91°15′39″ з. д.            | 8691                             | 10588                            | 11984                            |
| 0431                       | Фронтера-Коросаль (исп. Frontera Corozal) 16°48′54″ с. ш. 90°53′04″ з. д.         | 4080                             | 5184                             | 6111                             |
| 0237                       | Тенанго (исп. Tenango) 16°54′14″ с. ш. 92°15′48″ з. д.                            | 4447                             | 4436                             | 5187                             |
| 0002                       | Абасоло (исп. Abasolo) 16°49′07″ с. ш. 92°12′58″ з. д.                            | 2307                             | 2884                             | 3466                             |
| 0374                       | Таниперла (исп. Taniperla) 16°49′18″ с. ш. 91°31′31″ з. д.                        | 1749                             | 2106                             | 2452                             |
| 0204                       | Сан-Кинтин (исп. San Quintín) 16°24′21″ с. ш. 91°20′55″ з. д.                     | 1233                             | 1732                             | 2069                             |
| 0068                       | Дамаско (исп. Damasco) 17°09′46″ с. ш. 91°36′05″ з. д.                            | 2095                             | 2380                             | 2039                             |
| —                          | Прочие                                                                            | 110613                           | 127689                           | 153665                           |
| Названия на карте Генштаба |                                                                                   |                                  |                                  |                                  |

## Экономическая деятельность
По статистическим данным 2000 года, работоспособное население занято по секторам экономики в следующих пропорциях:
- сельское хозяйство и скотоводство — 66,3 % ;
- промышленность и строительство — 7,9 %;
- торговля, сферы услуг и туризма — 23,5 %;
- безработные — 2,3 %.

### Сельское хозяйство
Основные выращиваемые культуры: кукуруза, бобы, сахарный тростник, бананы, томаты, цитрусы, овощи и кофе.

### Животноводство
В муниципалитете разводится крупный рогатый скот, являющийся самым крупным поголовьем штата.

### Пчеловодство
Имеет большое значение для муниципалитета, мёд производится как для внутреннего, так и для внешнего рынков.

### Производство
Существуют предприятия по производству плетёной мебели, сыров, масла, сливок, а также деревообрабатывающие.

### Лесозаготовка
В муниципалитете происходит заготовка древесины таких пород, как: красное дерево, испанский кедр, сейба, сосна и дуб.

## Инфраструктура
По статистическим данным 2020 года, инфраструктура развита следующим образом:
- электрификация: 92,5 %;
- водоснабжение: 41,4 %;
- водоотведение: 78,9 %.

## Туризм
Основные достопримечательности:
- В муниципалитете расположено 70 археологических зон периода цивилизации майя, среди которых можно выделить: Яшчилан, Бонампак и Тонина.
- Церковь Сан Хасинто, построенная в 1569 году.
- Местная флора и фауна, пейзажи и прекраснейшие озёра Мирамар-Окоталь и Наха.

## Галерея

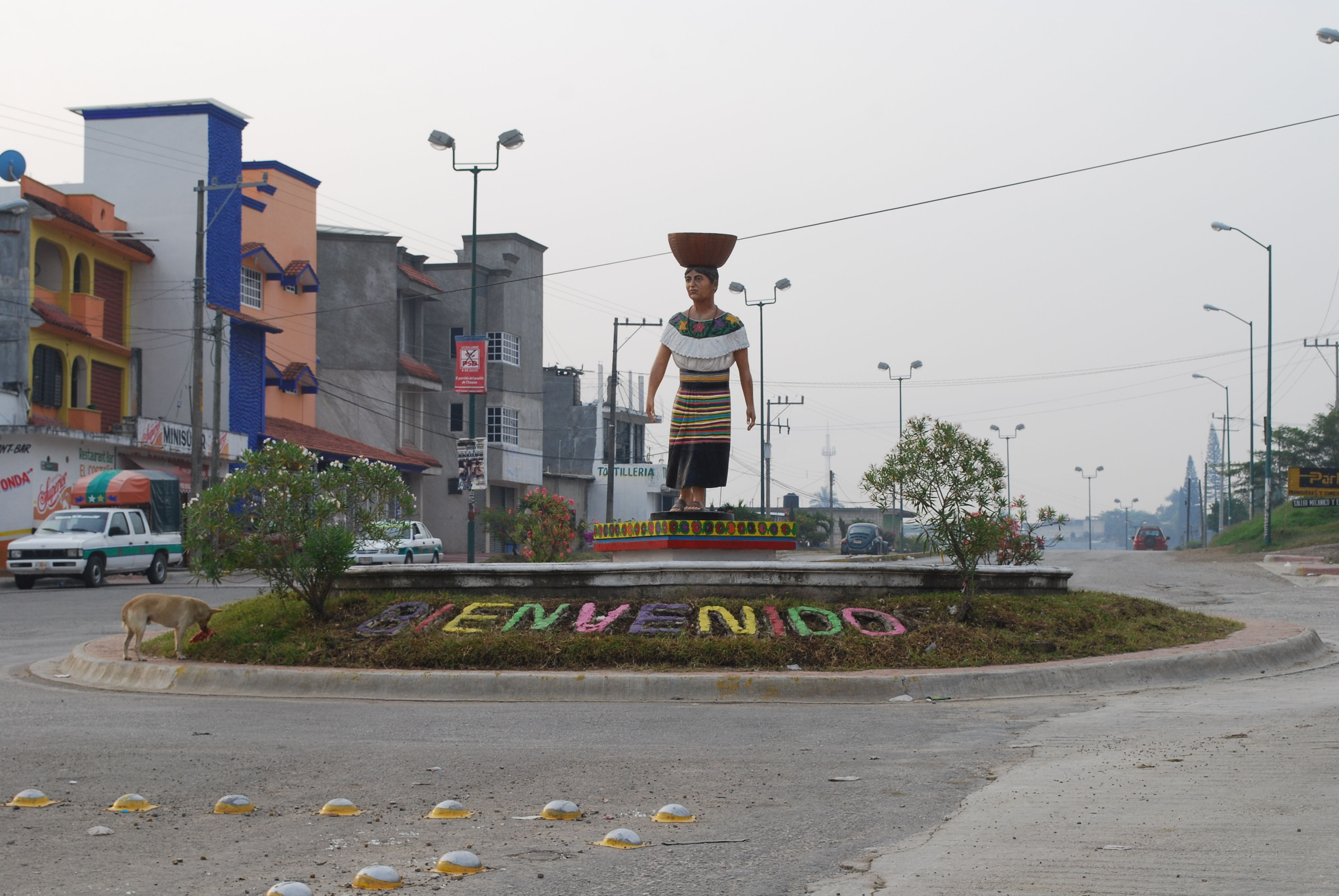
На въезде в город Окосинго
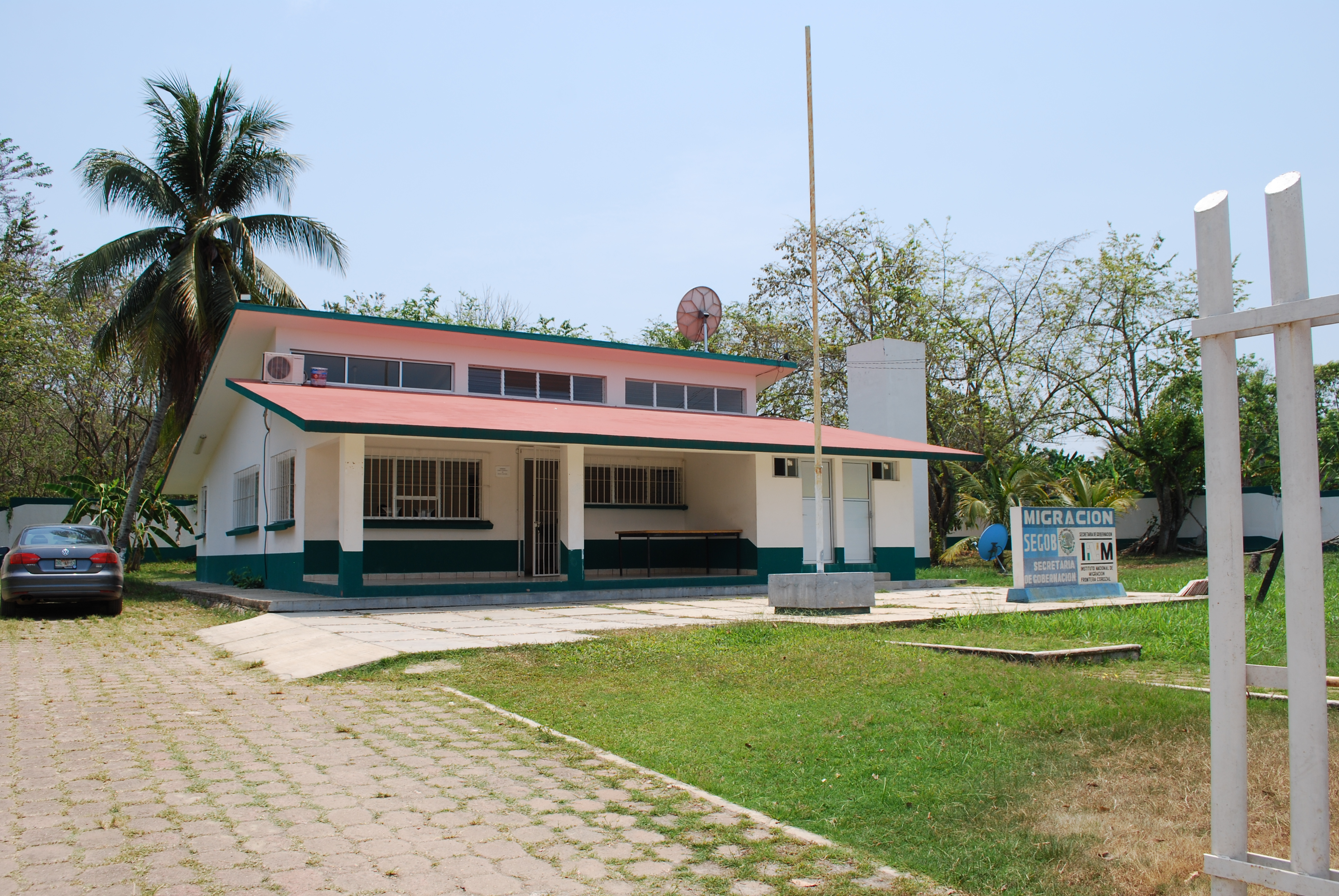
Таможенный пост в Фронтера-Коросале на границе с Гватемалой
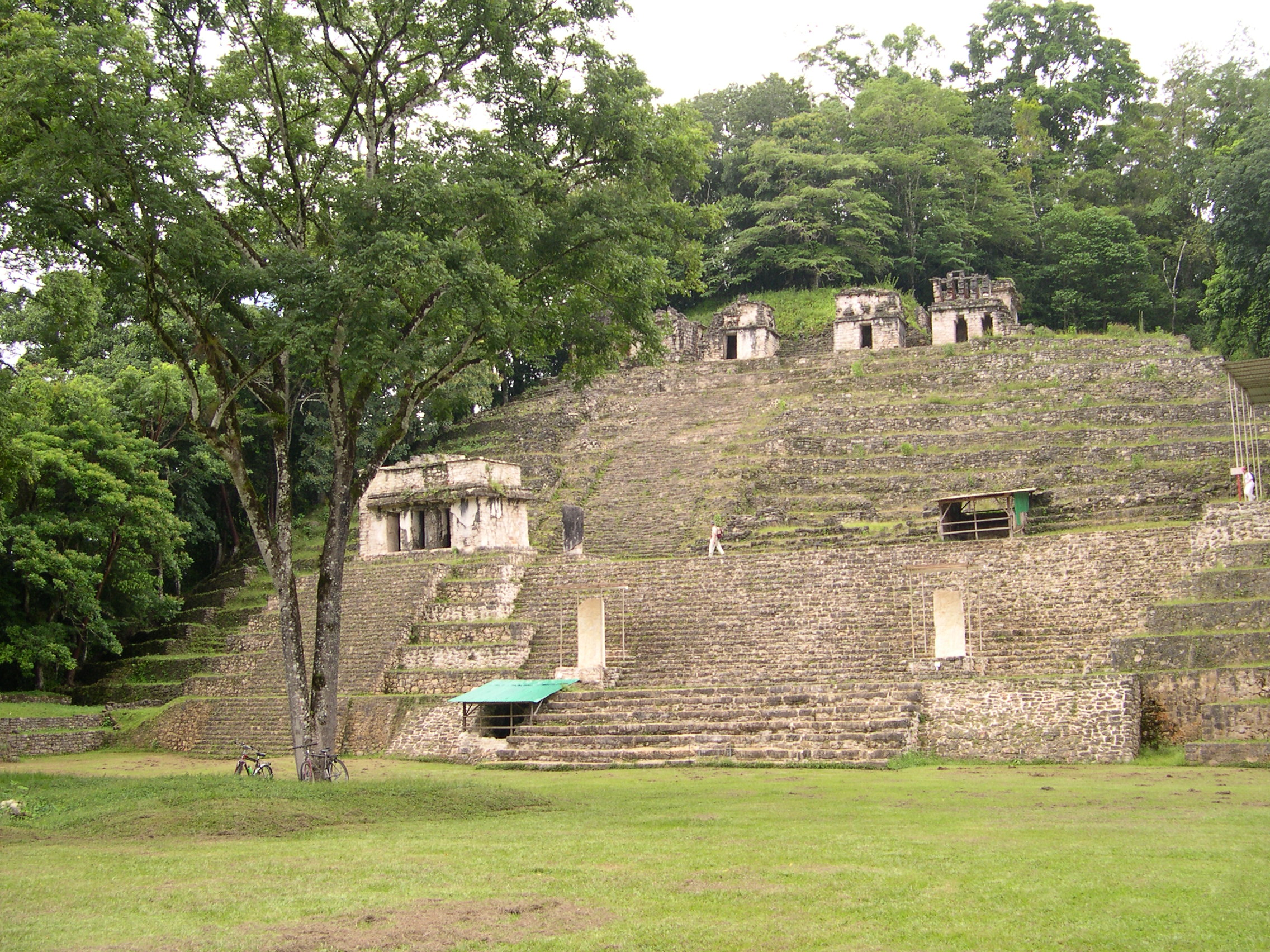
Пирамида в древнем Бонампаке
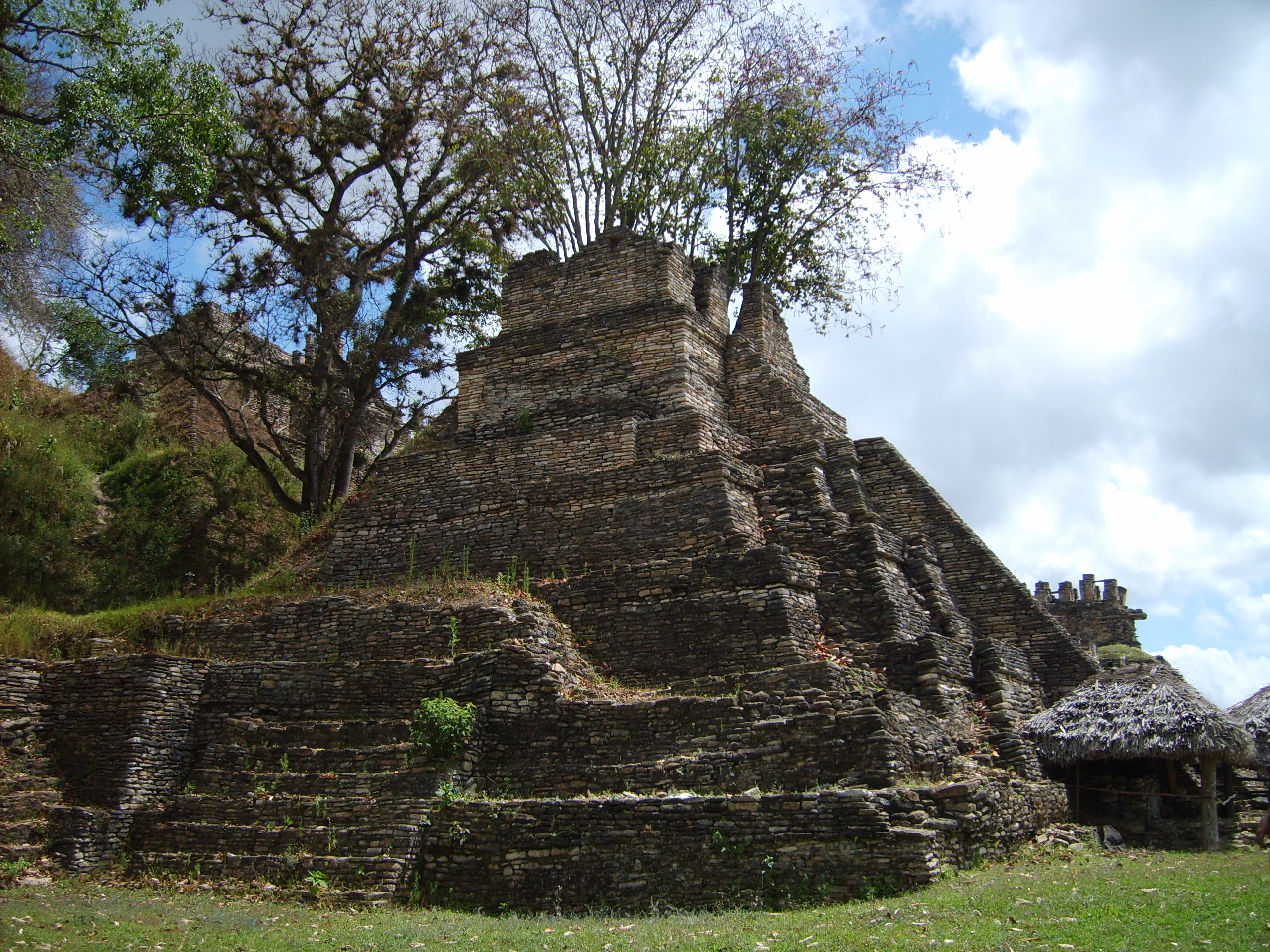
Пирамида в древнем Тонине